# Bitė Group
BITĖ Group – grupa telekomunikacyjno-mediowa funkcjonująca w krajach bałtyckich.
Siedziba Bitė Group znajduje się w Wilnie, stolicy Litwy. Grupa prowadzi działalność na Litwie, Łotwie i w Estonii, gdzie oferuje usługi mediowe i telekomunikacyjne.
Bitė Group należy do największych koncernów telekomunikacyjnych w regionie.
Grupa została ustanowiona w 2005 roku wraz z powstaniem Bite Latvija.